# Список малярських творів Ігоря Подольчака
Ігор Подольчак створив близько 500 малярських творів. До початку 90-х років у живописі використовував олійну фарбу, картини, пізніше тільки акрил та полотно. значна частина малярських творів виконана у «мішаній техніці» (умовна назва унікальної технології - комбінації монотипії та акрилового малярства на папері з подальшім наклеюванням на полотно). До середини 90-х роботи, зроблені в цій техніці, виставляв під псевдонімом О. Сердюк.

## Список малярських творів
| Рік  | Назва, техніка, розмір |
| ---- | --- |
| 1983 | - Портрет. Олія, полотно, 90х70 см - QuoVadis. Олія, полотно, 70х90 см - Без назви. Олія, фанера, 44х50 см - Без назви. Олія, полотно, 35,5х26 см - Без назви. Олія, полотно, 44х27 см - Автопортрет. Олія, фанера, 33х17,5 см |
| 1985 | - Автопортрет. Олія, полотно, 30х23 см |
| 1987 | - Без назви. Олія, нейлон, 41,5х90 см |
| 1988 | - Три грації. Олія, полотно, 96х74,5 см - ВаЬа_5-061-1988, мішана техніка, папір на полотні, 49х29,5 см - Baba_8-064-1988, мішана техніка, папір на полотні, 40х30,8 см |
| 1989 | - Портрет. Олія, картон , 53,5х44,5 см - Акробатичний етюд І. Олія, полотно, 54х54 см - Акробатичний етюд II. Олія, полотно, 54х54 см - Акробатичний етюд III. Олія, полотно , 54х54 см - Вправи з тичкою І . Олія, полотно, 73,5х54,5 см - Вправи з тичкою II. Олія, полотно, 73,5х54,5 см - Натюрморт з колодкою. Олія. полотно, 73х73 см - WHIII-096-1989, мішана техніка, папір на полотні, 63х49 см - WHIV-097-1989, мішана техніка, папір на полотні, 63х49 см - WHV-098-1989, мішана техніка, папір на полотні, 63х49 см - 0-100-1989, мішана техніка, папір на полотні, 63х49 см - 0-101-1989, мішана техніка, папір на полотні, 63х49 см - 0-105-1989, мішана техніка, папір на полотні, 63х49 см - 0-106-1989, мішана техніка, папір на полотні, 63х49 см - 0-110-1989, мішана техніка, папір на полотні, 63х49 см |
| 1990 | - Сон. Олія, полотно, 73х73 см - Натюрморт з головою. Олія, полотно, 104х104 см - Екзорцизм. Акрил, полотно, 120х120 см - 0-110A-1990, мішана техніка, папір на полотні, 83,6х60 см - 0-114-1990, мішана техніка, папір на полотні, 82,5х61 см - 0-116-1990, мішана техніка, папір на полотні, 59х80 см - 0-117-1990, мішана техніка, папір на полотні, 61х77 см - Tl-0-124.1990, мішана техніка, папір на полотні, 75х60 см - 0-128-1990, мішана техніка, папір на полотні, 74,5х59,5 см |
| 1991 | - T. Олія, полотно, 70х100 cm - Несподівана зустріч. Олія, полотно, 100х100 см - Без назви. Олія, полотно, 50х60 см - Піднесені ноги. Олія, полотно, 100х50,5 cm - Без назви. Акрил, полотно, 100х74,5 см - Без назви. Акрил, полотно , 70х60 см - Велика коханка. Акрил, полотно, 180х150 см - Портрет І. Олія, полотно, 65х50 cm - Портрет II. Олія, полотно, 65х50 см - Портрет III. Олія, полотно, 65х50 см - 0-135-1991, мішана техніка, папір на полотні, 59х81 см - 0-136-1991, мішана техніка, папір на полотні, 59х79,5 см - 0-137-1991, мішана техніка, папір на полотні, 80х59 см - 0-139-1991, мішана техніка, папір на полотні, 80х59 см - 0-140-1991, мішана техніка, папір на полотні, 91х65 см - 0-143-1991, мішана техніка, папір на полотні, 91х65 см - 0-144-1991, мішана техніка, папір на полотні, 91х65 см |
| 1992 | - Без назви. Олія, полотно, 151х181 см - Десерт. Олія, полотно, 101х50,5 cm - A piece of meat. Олія, полотно, 55,5х100,5 cm - Три грації. Акрил, полотно, 170х110 cm - Без назви. Олія, полотно, 100х100 cm - 0-145-1992, мішана техніка, папір на полотні, 96,8х67,5 см - 0-146-1992 мішана техніка, папір на полотні, 96,8х67,5 см - 0-147-1992 мішана техніка, папір на полотні, 96,8х67,5 см - 0-148-1992 мішана техніка, папір на полотні, 96,8х67,5 см - 0-149/1-1992 мішана техніка, папір на полотні, 96,8х67,5 см - 0-149-2-1992 мішана техніка, папір на полотні, 96,8х67,5 см - 0-153-2-1992 мішана техніка, папір на полотні, 96,8х67,5 см |
| 1993 | - Без назви. Олія, полотно, 100х100 см - Етюд жіночого тіла І. Олія, полотно, 49,5х59,5 см - Етюд жіночого тіла II. Олія, полотно, 59,5x 49,5 см - Етюд жіночого тіла III. Олія, полотно, 49,5х59,5 см - Етюд жіночого тіла IV. Олія, полотно, 59,5x 49,5 см - Останній оргазм С.С. Да Мессіна присвячується. Акрил, полотно, 170х89,5 см - Три грації. Олія, полотно, 150х180 см - Етюд голови. Олія, полотно, 70х70 см - 0-156-1993, мішана техніка, папір на полотні, 64х50 cm - 0-157-1993, мішана техніка, папір на полотні, 64х50 см - 0-158-1993, мішана техніка, папір на полотні, 64х50 см - 0-159-1993, мішана техніка, папір на полотні, 64х50 см - 0-160-1993, мішана техніка, папір на полотні, 64х50 см - 0-161-1993, мішана техніка, папір на полотні, 67х50 см - 0-162-1993, мішана техніка, папір на полотні, 67х50 см - 0-163.1993, мішана техніка, папір на полотні, 67х50 см - 0-164-1993, мішана техніка, папір на полотні, 67х50 см - 0-165-1993, мішана техніка, папір на полотні, 67х50 см - 0-166-1993, мішана техніка, папір на полотні, 67х50 см - 0-168-1993, мішана техніка, папір на полотні, 65х85 см - 0-169-1993, мішана техніка, папір на полотні, 65х85 см - 0-170-1993, мішана техніка, папір на полотні, 65х85 см - 0-171-1993, мішана техніка, папір на полотні, 65х85 см - 0-172-1993, мішана техніка, папір на полотні, 65х85 см - 0-173-1993, мішана техніка, папір на полотні, 65х85 см |
| 1994 | - This strange smell of fossa axillaris or S.A.'s sacrifice. Акрил, полотно, 111х180 см - Архітектурна деталь. Акрил, полотно, 140х110 см - Постановка сцени пристрасного кохання. Акрил, полотно, 115х115 см - Без назви. Олія, полотно, 190х150 см - 0-174-1994, мішана техніка, папір на полотні, 69х95 см - 0-175-1994, мішана техніка, папір на полотні, 95х69 см - 0-176-1994, мішана техніка, папір на полотні, 69х95 см - 0-177-1994, мішана техніка, папір на полотні, 95х69 см - 0-178.1994, мішана техніка, папір на полотні, 95х69 см - 0-179-1994, мішана техніка, папір на полотні, 95х69 см - 0-182-1994, мішана техніка, папір на полотні, 95х69 см - 0-186-1994, мішана техніка, папір на полотні - 0-188-1994, мішана техніка, папір на полотні, 70х79,5 см - 0-189-1994, мішана техніка, папір на полотні - 0-190-1994, мішана техніка, папір на полотні |
| 1995 | - Поцілунок. Олія, полотно, 120х80 см - Етюд жіночого тіла. Олія, полотно, 54х75 см - Венера з дзеркалом. Акрил, полотно, 90х140 см - Натюрморт з ляльчиною ногою. Акрил, полотно, 90х140 см - Етюд пози І. Акрил, полотно, 100х60 см - Етюд пози II. Акрил, полотно, 100х60 см - Метаморфопсія лівої ноги. Олія, полотно, 150х170 см - Натюрморт з мушлею. Акрил, полотно, 110х150 см - 0-196A-1995, мішана техніка, папір на полотні, 93,5х61,5 см - 0-197-1995, мішана техніка, папір на полотні, 93,5х61,5 см - 0-198-1995, мішана техніка, папір на полотні, 61,5х93,5 см - 0-199-1995, мішана техніка, папір на полотні, 61,5х93,5 см |
| 1996 | - Студія сидячої фігури. Акрил, полотно, 91,5x 67 см - Без назви. Акрил, полотно, 130х75 см - Три фігури. фігура І. Акрил, полотно, 80х80 - Три фігури. фігура II. Акрил, полотно, 80х80 см - Три фігури. Фігура III. Акрил, полотно, 80х80 см - Портрет І. Акрил, полотно , 100х98 см - Портрет II. Акрил, полотно, 100х100 см - Портрет III. Акрил, полотно, 100х98 см - Без назви. Акрил, полотно, 150х130 см - 0-200-1996, мішана техніка, папір на полотні, 69,5х89,5 см - 0-201-1996, мішана техніка, папір на полотні,,5х89 см - 0-202-1996, мішана техніка, папір на полотні, 69,5х90 см - 0-203-1996, мішана техніка, папір на полотні, 90х69,5 см - 0-204-1996, мішана техніка, папір на полотні, 69,5х89,5 см - 0-205.1996, мішана техніка, папір на полотні, 69,5х90 см - 0-207-1996, мішана техніка, папір на полотні, 84х65 см - 0-208-1996, мішана техніка, папір на полотні, 84х65 см - 0-209-1996, мішана техніка, папір на полотні, 84х65 см - 0-210-1996, мішана техніка, папір на полотні, 84х65 см - 0-211-1996, мішана техніка, папір на полотні, 84х65 см - 0-212-1996, мішана техніка, папір на полотні, 83,5х50,5 см - 0-213-1996, мішана техніка, папір на полотні, 83,5х50,5 см - 0-214-1996, мішана техніка, папір на полотні, 83,5х50,5 см - 0-215-1996, мішана техніка, папір на полотні, 83,5х50,5 см - 0-216-1996, мішана техніка, папір на полотні, 83,5х50,5 см - 0-217-1996, мішана техніка, папір на полотні, 85,5х64,5 см - 0-218-1996, мішана техніка, папір на полотні, 89х64,5 см - 0-219-1996, мішана техніка, папір на полотні, 89х64,5 см - 0-221-1996, мішана техніка, папір на полотні, 85,5х64,5 см |
| 1997 | - П. Ананказм. Акрил, полотно, 98,2х58 см - 0-222-1997, мішана техніка, папір на полотні, 66,5х83,5 см - 0-223-1997, мішана техніка, папір на полотні, 67х83,5 см - 0-224-1997, мішана техніка, папір на полотні, 66,5х83,5 см - 0-225-1997, мішана техніка, папір на полотні, 66,7х83,5 см - 0-226-1997, мішана техніка, папір на полотні, 67х83,5 см - 0-227-1997, мішана техніка, папір на полотні, 67х83,5 см - 0-228-1997, мішана техніка, папір на полотні, 61,5х93 см - 0-229-1997, мішана техніка, папір на полотні, 61,5х93,5 см - 0-230-1997, мішана техніка, папір на полотні, 93x61 см - 0-231-1997, мішана техніка, папір на полотні, 61,5х93,5 см |
| 1998 | - П. или поцелуй Соломеи. Акрил, полотно, 98,2х58 см - Портрет I. Акрил, полотно, 100х98 см - Портрет II. Акрил, полотно, 100х98 см - 0-232-1998, мішана техніка, папір на полотні, 85x60.5 см - 0-233-1998, мішана техніка, папір на полотні, 85x60.5 см - 0-234-1998, мішана техніка, папір на полотні, 85x60.5 см - 0-235-1998, мішана техніка, папір на полотні, 85x60.5 см - 0-236-1998, мішана техніка, папір на полотні, 48x85.5 см |
| 2000 | - Портрет мертв'яка. Акрил, полотно, 75х110 см - Без назви. Акрил, полотно, 80х120 см - 0-237-2000, мішана техніка, папір на полотні, 80,5x65.5 см - 0-238-2000, мішана техніка, папір на полотні, 65,5x80.5 см - 0-239-2000, мішана техніка, папір на полотні, 80,5x65.5 см |
| 2001 | - 0-240-2001, мішана техніка, папір на полотні, 60,5x85 см - 0-241-2001, мішана техніка, папір на полотні, 60,5x85 см - 0-242-2001, мішана техніка, папір на полотні, 60,5x85 см - 0-243-2001, мішана техніка, папір на полотні, 60,5x85 см - 0-244-2001, мішана техніка, папір на полотні, 60,5x85 см - 0-245-2001, мішана техніка, папір на полотні, 60,5x85 см |
| 2002 | - С.С. Акрил, полотно, 75х130 см |

## Галерея

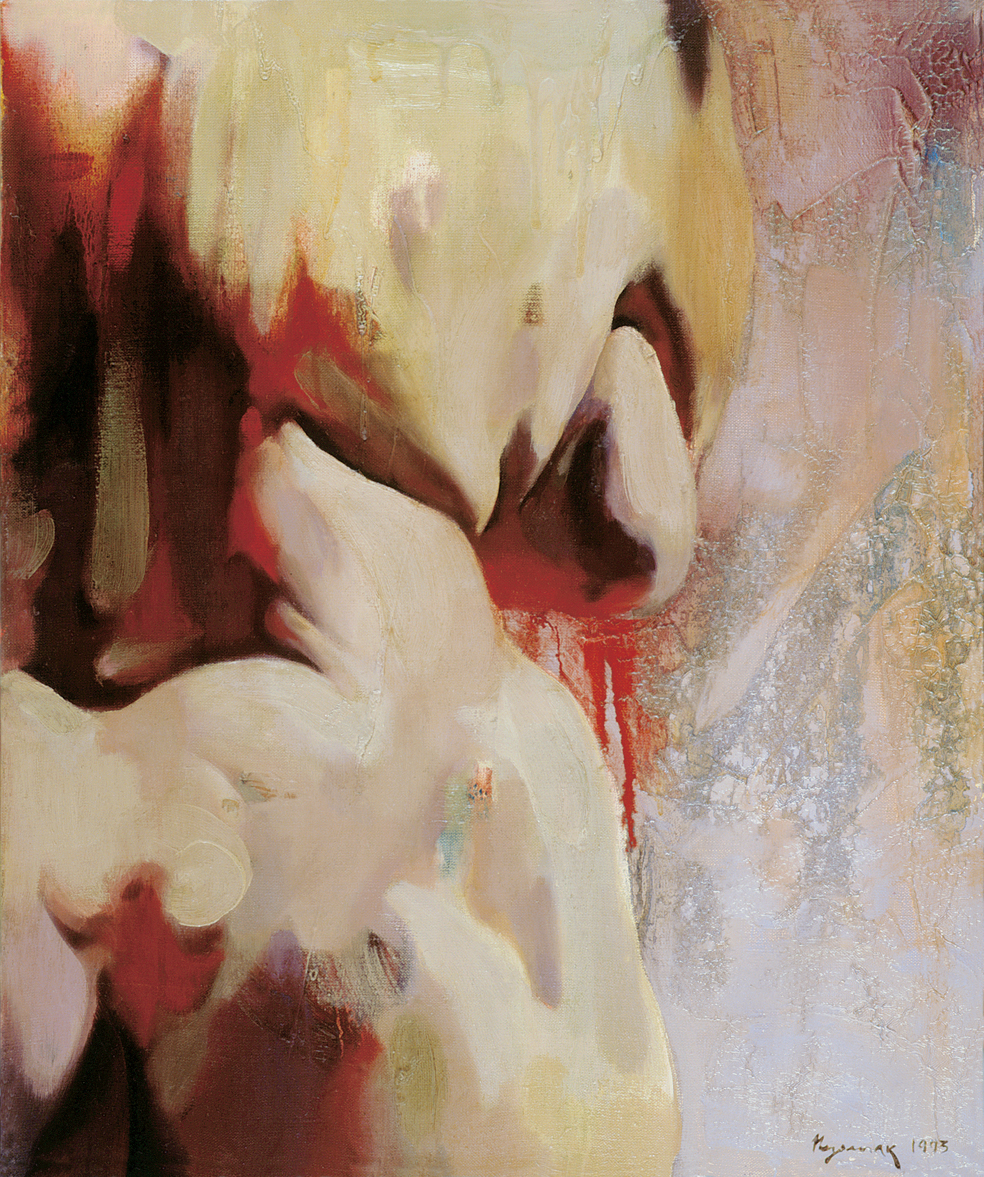
Етюд жіночого тіла II. 1993. Акрил, полотно, 59,5x 49,5 см
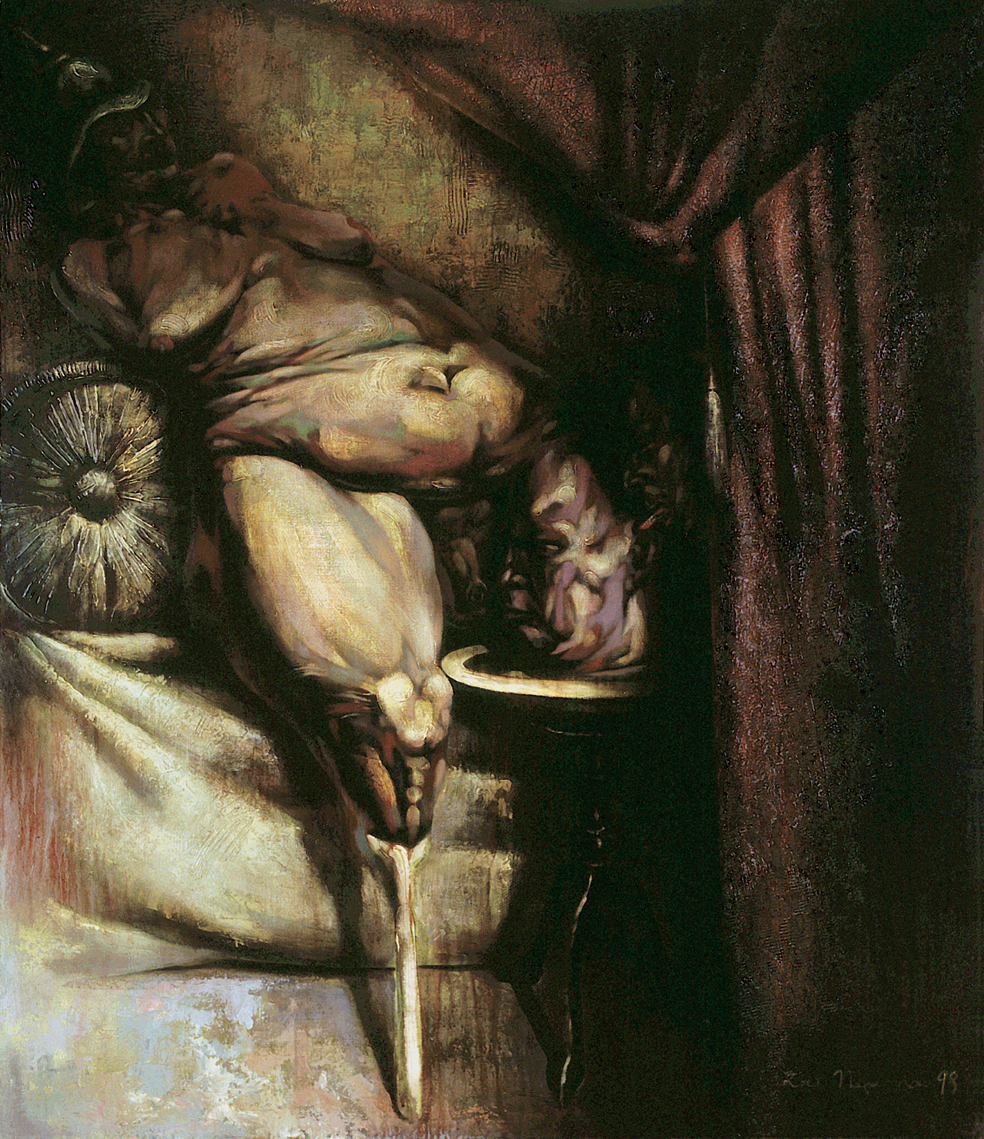
П. або поцілунок Соломеї. 1998
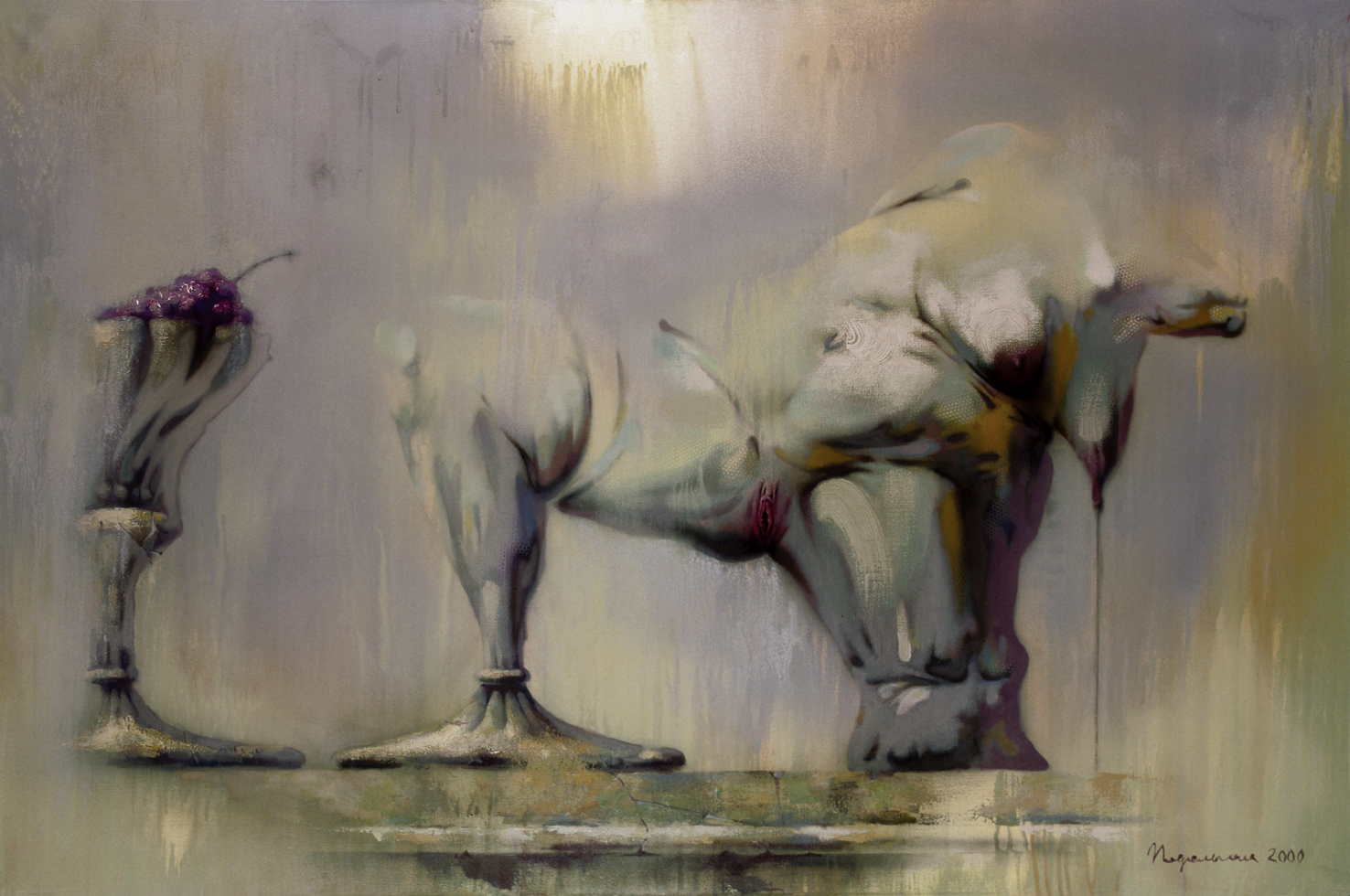
Без назви. 2000. Акрил, полотно, 80х120 cm